# Sinagoga del Agua
La Sinagoga del Agua es un edificio situado en el centro histórico de la ciudad de Úbeda, (Jaén, España), en el que se han encontrado una serie de estancias que habían permanecido ocultas durante un largo periodo de tiempo, las cuales corresponderían, según algunas investigaciones, a una sinagoga medieval. Uno de los hallazgos principales es un mikve (baño ritual judío).

## Descubrimiento
Los primeros descubrimientos se realizaron de forma casual al acometer los trabajos de demolición de un grupo de viviendas. Durante la ejecución de las obras aparecieron capiteles y otros restos de interés arqueológico. A lo largo de dos años se realizó un estudio minucioso que sacó a la luz varias estructuras que permanecían ocultas en diferentes partes del edificio. En el 2010 el conjunto se abrió a los visitantes, aunque aún no existe confirmación oficial de que se trate realmente de una antigua sinagoga.

## Estancias
La Sinagoga del Agua está compuesta por las siguientes estancias:
- Patio: se trata de un pequeño espacio abierto porticado por el que se accede a la sinagoga. Pueden observarse en el mismo dos columnas originales con el característico capitel de hoja de palmera que simboliza la menorá judía.
- Sala principal: es una estancia dividida en tres naves separadas por arcos apuntados. Se encuentra por debajo del nivel de la calle, los arcos que la conforman estaban integrados y ocultos en los muros de la antigua vivienda a la que pertenecían..
- Galería de las mujeres: se encuentra a un nivel más alto que la sala principal y es el espacio reservado presumiblemente para que las mujeres y niños pequeños pudieran asistir a las ceremonias religiosas.
- Bodega: situada bajo una bóveda de cañón rebajada, contiene un conjunto de grandes tinajas semienterradas que al parecer se empleaban para almacenar aceite y otros alimentos.
- Mikve: es el lugar destinado a baños rituales de purificación. Según el judaísmo, el recinto debía ser lo suficientemente grande para que pudiera sumergirse totalmente una persona, y el agua no podía permanecer estancada, precisando una corriente permanente para su renovación.

## Polémica
Algunos expertos han manifestado en noviembre de 2011 que consideran prematuro afirmar que la Sinagoga del Agua de Úbeda sea tal, pues no existe hasta el momento suficiente documentación, ni estudios arqueológicos completos que avalen esta denominación.